# Tat'jana Romanova (pallavolista)
Tat'jana Aleksandrovna Romanova, nota anche solo come Tat'jana Romanova (in russo  Татьяна Александровна Романова?; Kazan', 9 settembre 1994), è una pallavolista russa.
Gioca nel ruolo di  palleggiatrice nella Dinamo Mosca.

## Carriera

### Club
Avvicinatasi alla pallavolo in ambito scolastico, Tat'jana Romanova inizia la propria carriera pallavolistica nel 2011, quando entra a far parte del settore giovanile della Dinamo-Kazan.
A 19 anni, nella stagione 2013-14 si trasferisce all'Impul's-Sport, in Visšaja Liga, rientrando quindi a Kazan' dove nel campionato successivo si aggiudica il titolo nazionale, prima di passare per un biennio, dal 2015 al 2017, allo Zareč'e Odincovo.
Nell'annata 2017-18 viene ingaggiata dall'Uraločka, sempre in Superliga. A partire dal 2020 difende i colori della Dinamo Mosca.

### Nazionale
Nel 2012 viene convocata dalla rappresentativa under 19 russa per disputare gli Europei di categoria e l'anno successivo, con la Russia under 20, è impegnata ai Mondiali under 20.
Nel 2017 ottiene le prime convocazioni in nazionale maggiore entrando in pianta stabile nella rosa dall'anno successivo, quando partecipa ai Mondiali; nel 2019 si aggiudica la medaglia di bronzo alla Coppa del Mondo.

## Palmarès

### Club
- Campionato russo: 1

2014-15